# طواف إسبانيا 2000
طواف إسبانيا 2000 هو سباق دراجات هوائية أقيم بتاريخ 26 أغسطس - 17 سبتمبر، تكون السباق من 21 مرحلة وامتدّ لمسافة 2893.6 كم، استغرق السباق 70 ساعة 26 دقيقة 14 ثانية. فاز به الإسباني روبيرتو إيراس وحلّ ثانيا أنخيل كاسيرو بينما حصل على المركز الثالث بافل تونكوف.

## الترتيب
| م                     | الدرّاج        | البلد   | الزمن                     |
| --------------------- | ------------- | ------- | ------------------------- |
| الفائز بالترتيب العام | روبيرتو إيراس | إسبانيا | 70 ساعة 26 دقيقة 14 ثانية |
| الثاني                | أنخيل كاسيرو  | إسبانيا |                           |
| الثالث                | بافل تونكوف   | روسيا   |                           |
| حسب النقاط            | روبيرتو إيراس | إسبانيا | -                         |
| التسلق                | كارلوس ساستري | إسبانيا | -                         |